# Varpaisjärvi
Varpaisjärvi is een voormalige gemeente in de Finse provincie Oost-Finland en in de Finse regio Noord-Savo. De gemeente had een totale oppervlakte van 484 km² en telde 3147 inwoners in 2003.
In 2011 is de gemeente opgegaan in Lapinlahti.
Iisalmi · Joroinen · Kaavi · Keitele · Kiuruvesi · Kuopio · Lapinlahti · Leppävirta · Pielavesi · Rautalampi · Rautavaara · Siilinjärvi · Sonkajärvi · Suonenjoki · Tervo · Tuusniemi · Varkaus · Vesanto · Vieremä
Voormalige gemeenten:
Iisalmen maalaiskunta · Juankoski · Karttula · Kuopion maalaiskunta · Maaninka · Muuruvesi · Nilsiä · Riistavesi · Säyneinen · Varpaisjärvi · Vehmersalmi